# ヘブンバーンズレッド
『ヘブンバーンズレッド』 (Heaven Burns Red) は、WFSより配信されたAndroid/iOS/Windows向けゲームアプリ。Android/iOS版は、2022年2月10日、Windows版は2022年8月11日サービス開始。略称は「ヘブバン」。基本プレイ無料（アイテム課金制）。キャッチコピーは「最上の、切なさを。」。

## 概要
『アナザーエデン』『ダンまち〜メモリア・フレーゼ〜』などを運営しているWFSとビジュアルアーツのゲームブランド・Keyによるロールプレイングゲーム。『AIR』『CLANNAD』などを手がけた麻枝准の15年ぶりの完全新作ゲームとされている。
当初の配信予定は2020年とされていたが、後にシナリオの都合で2021年に延期された。その後、「安定したリリースを迎えるため」として2022年2月10日に再延期された。
配信後、乃木坂46の齋藤飛鳥が出演するCMが2月11日から公開された。また、配信から3日で100万ダウンロードを記録している。

## 沿革

### 2022年
5月20日にリリース100日を迎えるのを記念し、山手線ラッピング電車の走行や渋谷駅大型ビジョンのジャック、コラボカフェなどが開催される。
8月11日、Steam版がリリースされ、WindowsのPCでプレイできるようになった。
12月1日、韓国・台湾・香港・マカオでの配信が発表されたほか、12月9日に韓国のソウル、13日に台湾の台北にて記者発表会を実施する趣旨の内容も告知された。

### 2023年
2月10日に行われたアップデートにより、Windows版（Steam）でコントローラーに対応したプレイが可能になったが、スマホ（iOS/Android）版では対応していない。
2月24日に行われたアップデートにて、ゲーム内にリズムゲームの「ライブモード」が実装された。
8月16日にはアニメイト秋葉原店1号館6階キャラクターフロアにて「ヘブンバーンズレッドオフィシャルストア」が常設でオープンした。

### 2024年
2月16日よりゲーム内に新コンテンツの「アーツバトル」が実装された。
11月15日よりYostar Gamesの運営で英語版を配信開始。

### 2025年
2月2日に舞台化が決定した。

## あらすじ
（出典：）
謎の生命体「キャンサー」に襲われた地球は危機に瀕していた。「キャンサー」にはこれまで人類が生み出してきた兵器による攻撃が一切通じず、撃退する術を持たない人類は、敢えなく敗退した。
土地は放棄され、様々な国が戦禍に消えていった。今では陸地の大半は「キャンサー」の支配下である。  
人類に残された時間は少なく、絶滅も覚悟したとき、ひとつの新兵器が開発された。
それこそが決戦兵器「セラフ」。それを装備した者だけが「キャンサー」に効果的な打撃を与えることができた。人類は「セラフ」を操る術を手にした者たちをかき集め、最後の希望を託して「セラフ部隊」を設立した。
「セラフ」を操れる者はひとつの共通項を持っていた。何かしらの才能を持った少女たちであることだ。茅森月歌もその一人。彼女もまた「キャンサー」との戦いに身を投じていく。

## 登場キャラクター

### セラフ部隊
対キャンサー用兵器「セラフ」を操る者たちで構成された集団。人類防衛の要衝「学園基地」に駐屯し、有事の際には死線に立って「キャンサー」を狩る。

#### 第31A部隊
入隊後の適性試験で優秀な成績を収め、斬り込み隊に任命された部隊。
茅森 月歌（かやもり るか）
声 - 楠木ともり / 歌唱 - XAI
誕生日 - 6月24日 / 出身地 - 神奈川県 / セラフ - BraveBlue / セラフィムコード - 「あたしの伝説はこれから始まる」
本作の主人公。第31A部隊部隊長。伝説的ロックバンド『She is Legend』の元ギター&ボーカルで、作詞と作曲もこなす圧倒的才能から「天才」という言葉をほしいままにした生粋のロッカー。第31A部隊の6人で新生『She is Legend』を結成する。基本的に呑気で何事も深く考えないことが多いが、仲間を思う気持ちから時たま根性を見せることもあり、特に誰かの命が消えそうになってしまうことは絶対に見逃せない。他者に対しては、深く付き合ってゆく意味合いを込めて、基本的に渾名で呼んでいる。同じ部隊の中でもユキを特に気に入っており、よく彼女に絡んでは漫才のようなやり取りをしている。
和泉 ユキ（いずみ ゆき）
声 - 前川涼子
誕生日 - 9月17日 / 出身地 - 新潟県 / セラフ - RapidFire / セラフィムコード - 「Hello World」 / 月歌からの愛称 - 「ユッキー」
ハッカー集団「オーキッド」に所属していた、第三次世界大戦を防いだ実績を持つ天才ハッカー。月歌の所属していた『She is Legend』のファン。セラフ部隊に入ってからは月歌に振り回されつつも親身に支える。知的な外見とは裏腹に口調はやや乱暴。新生『She is Legend』ではドラムとバンドマスターを担当。
逢川 めぐみ（あいかわ めぐみ）
声 - 伊波杏樹
誕生日 - 10月28日 / 出身地 - 大阪府 / セラフ - Clavis / セラフィムコード - 「救世主様のお出ましや」 / 月歌からの愛称 - 「めぐみん」
勝気なサイキッカー。「自分は世界を救う救世主」と信じており、「天才」ともてはやされていた月歌に一方的にライバル意識を持っている。新生『She is Legend』ではギターを担当。
東城 つかさ（とうじょう つかさ）
声 - 天海由梨奈
誕生日 - 2月14日 / 出身地 - 東京都 / セラフ - SupremeEdge / セラフィムコード - 「真実は一つと限らない」 / 月歌からの愛称 - 「つかさっち」
完璧な外見を持つ、自称「エリート諜報員」。役に立たない情報に無駄に詳しく、同じ31Aの可憐に美肌のコツを教えては、悦に入っている。新生『She is Legend』ではキーボードを担当。
朝倉 可憐（あさくら かれん）
声 - 芹澤優 / 歌唱 - 鈴木このみ / Scream - Ayumu（Serenity In Murder）
誕生日 - 7月11日 / 出身地 - 栃木県 / セラフ - GlitterShadow / セラフィムコード - 「呼吸をするように息の根を止める」 / 月歌からの愛称 - 「かれりん」「カレンちゃん」
FPSが得意なゲーマーの少女。ゲームをプレイし続けられる理由から、片手で食べられるジャンクフードを好む。可愛らしい性格だが、二重人格者の殺人鬼。新生『She is Legend』ではツインボーカルを担当。
國見 タマ（くにみ たま）
声 - 古賀葵
誕生日 - 11月1日 / 出身地 - 長崎県 / セラフ - PhantomWeaver / セラフィムコード - 「天下一品」 / 月歌からの愛称 - 「おタマさん」
オホーツク海で敗れ去った戦艦の元艦長。天然ボケな性格だが無自覚。身長137cmと背が低いことがコンプレックス。いつも庇ってくれる同じ31Aのめぐみを慕っている。新生『She is Legend』ではベースを担当。

#### 第31B部隊
ピーキーな編成の部隊。
蒼井 えりか（あおい えりか）
声 - 宮下早紀
誕生日 - 7月7日 / 出身地 - 埼玉県 / セラフ - ShootingStar / セラフィムコード - 「どうか安寧な記憶を」 / 月歌からの愛称 - 「蒼井」
第31B部隊部隊長。「超記憶症候群（ハイパーサイメシア）」という知的能力を持ち、テストで常に100点を取る天才。自分に自信がなく、いつもおどおどとしている。同部隊のビャッコの存在が唯一心のよりどころとなっている。
水瀬 いちご（みなせ いちご）
声 - 愛美
誕生日 - 1月15日 / 出身地 - 愛知県 / セラフ - GuiltyCracker / セラフィムコード - 「インフェルノに焼かれな」 / 月歌からの愛称 - 「いちご」
水瀬すももと姉妹で殺し屋をしている。好きなスポーツは野球で、好きな食べ物は野菜スティック。言動はがさつで、すぐ人に銃口を向けるが、妹想いの人情に厚い人物で、時には年相応の少女らしい一面も見せることがある。
水瀬 すもも（みなせ すもも）
声 - 小路裕夕
誕生日 - 9月6日 / 出身地 - 愛知県 / セラフ - RainnyLull / セラフィムコード - 「ニブルヘイムで凍えろにゃ」 / 月歌からの愛称 - 「すもも」
水瀬いちごと姉妹で殺し屋をしている。いつも語尾に「にゃ」と付けている。殺し屋として天賦の才を持ち、姉同様すぐ人に銃を向ける。アンニュイな雰囲気だが、キレさせると危険。好きな食べ物は5円チョコ。
樋口 聖華（ひぐち せいか）
声 - 山根綺
誕生日 - 11月8日 / 出身地 - 滋賀県 / セラフ - FatalNull / セラフィムコード - 「新鮮な死を見せてくれ」 / 月歌からの愛称 - 「ひぐみん」
基地内の科学技術研究所に勤める研究員で、セラフを研究している天才科学者。その熱意は狂気的で、生命の「死」にも興味を持っているが、自分の興味のないことにはとことん無関心。かなり優れた容姿を持っているが、重度の猫背の持ち主で、髪のセットすら面倒臭がるほど美容系にも疎い。
柊木 梢（ひいらぎ こずえ）
声 - 小澤亜李
誕生日 - 3月18日 / 出身地 - 青森県 / セラフ - MANA / セラフィムコード - 「眠れ、イノセントレクイエム」 / 月歌からの愛称 - 「こじゅ」
幽霊を見ることができる少女。眼帯で隠された左目を解放すると、幽霊を成仏させることができる。気弱でよくおどおどしているが、言うべきことは毅然として言う。
ビャッコ
声 - なし
性別 - 雌 / 誕生日 - 4月8日 / 出身地 - 岩手県 / セラフ - Vrtra / セラフィムコード - 「ヴァゥーーーーーーー！」 / 月歌からの愛称 - 「ビャッコ」
軍の実験の末、唯一セラフと適合した白毛のトラ。人間の言葉や感情が理解できるほど非常に知能が高い。人見知りで、当初は蒼井にだけ懐いていたが、後にすももが世話をするようになってからは、彼女にも懐いている。カルパスが好物で、特技はオセロ。左目に傷跡が付いてるが隻眼ではない。

#### 第31C部隊
戦力としては斬り込み隊の31Aに引けを取らず、しばしば単独任務にも派遣される実力派部隊。
山脇・ボン・イヴァール（やまわき・ボン・イヴァール）
声 - 千本木彩花
誕生日 - 8月25日 / 出身地 - 熊本県 / セラフ - LoveReaper / セラフィムコード - 「この世界は私の実験台よ」 / 月歌からの愛称 - 「ワッキー」
第31C部隊部隊長。豊後と一緒に世界征服を企む自称マッドサイエンティスト。高圧的で血気盛んだが、本当は友達思いの優しい子で、面倒見が良い。左目に眼帯をつけている。作中で様々な物品を研究開発しているが、どれも使いどころが本末転倒な代物ばかりである。
桜庭 星羅（さくらば せいら）
声 - 田澤茉純
誕生日 - 6月29日 / 出身地 - 長野県 / セラフ - FutureOracle / セラフィムコード - 「星の導きがあらんことを」 / 月歌からの愛称 - 「さくちゃん」
占星術で未来を視る占い師。よく恋愛占いを勧めてくる。長い髪で目元を覆い隠しているが、素顔はかなりの美少女。占い道具の水晶がないと何もできないが、落ち着いた物腰から告げられる言葉には不可思議な説得力がある。占いの的中率は53%。ちょっとした助言も込みで、ちゃんともらう物はもらう主義。
天音 巫呼（てんね みこ）
声 - 宮崎珠子
誕生日 - 7月22日 / 出身地 - 富山県 / セラフ - MarginalWizard / セラフィムコード - 「忘却は死、追憶に生きよ」 / 月歌からの愛称 - 「天然ちゃん」
自称「稀代の魔術師」。ダボダボのローブを羽織り、不老不死を追い求めて様々な薬を作っている。その薬は病を治し、世界中に貢献してきた。129cmという身長ゆえにロリっ子に見えるが、本人は決して認めない。
豊後 弥生（ぶんご やよい）
声 - 白花恋香
誕生日 - 4月1日 / 出身地 - 熊本県 / セラフ - ScarletValet / セラフィムコード - 「世界征服開始でゲス！」 / 月歌からの愛称 - 「ぶんちゃん」
マッドサイエンティストの山脇の手下で、一緒に世界征服を企む少女。語尾が「ゲス」。好戦的な台詞ばかり吐くが、α波を引き起こす癒し系。体が小さく、精神年齢も低いが、運動能力だけは高い。左手に蟹のハサミを着けている。
神崎 アーデルハイド（かんざき アーデルハイド）
声 - 稗田寧々
誕生日 - 2月22日 / 出身地 - ドイツ・ベルリン / セラフ - 9一 / セラフィムコード - 「イッツニンジャショータイム！」 / 月歌からの愛称 - 「アーさん」
目立ちたがり屋の忍者。忍者への強い憧れから独学で猛特訓して忍術を会得。基地の随所で忍術を披露しており、一定以上注目され続けると、言語中枢が乱れて興奮し始める。
佐月 マリ（さつき まり）
声 - 宮本侑芽
誕生日 - 2月7日 / 出身地 - 三重県 / セラフ - FortuneGear / セラフィムコード - 「全滅のご注文承りました」 / 月歌からの愛称 - 「マリー」
基地内のすべてのショップに勤めるスーパー店員。常に笑顔で接客しているが、男兄弟の中で育った影響か、たまに言動が粗暴になる。31Cの精神的支柱になりたいと日々頑張っている。

#### 第30G部隊
現役セラフ部隊の最年長。多くの激戦地を生き延びてきた豊富な経験により、隊員の能力は折り紙つきで、新人との合同任務に当たる際には、先輩としてサポートと教導を行うこともある。
白河 ユイナ（しらかわ ゆいな）
声 - 花守ゆみり
誕生日 - 1月6日 / 出身地 - 不明 / セラフ - Temperance / セラフィムコード - 「ノブレス・オブリージュ」 / 月歌からの愛称 - 「ユイナ先輩」
第30G部隊部隊長。真面目で誠実だが、親しみやすさも兼ね備えている。思いもよらないことを言われると狼狽してしまう可愛いらしい一面を持つ。月歌の相談に乗り続けることにより、それがどんどん引き出されていく。
月城 最中（つきしろ もなか）
声 - 松本沙羅
誕生日 - 12月1日 / 出身地 - 鹿児島県 / セラフ - Nue / セラフィムコード - 「風林火山」 / 月歌からの愛称 - 「もなにゃん」
現役セラフ部隊で最強と呼ばれる戦士。武士のような佇まいで、強者の貫禄がある。飲物や汁物を作るのが得意。戦死した親友とカフェを開くという夢を持っていた。下の名前で呼ばれると思わず空腹を感じてしまうため、部隊の他の仲間には名字で呼んでもらっているらしい。
桐生 美也（きりゅう みや）
声 - 大西亜玖璃
誕生日 - 1月5日 / 出身地 - 京都府 / セラフ - Rinka / セラフィムコード - 「鳴らせ退魔の弦！」 / 月歌からの愛称 - 「みゃーさん」
弓道の才に恵まれ、「百年にひとりの逸材」として日本代表に選ばれたこともある。和服を羽織っていたり、狐のお面をつけていたりと、非常に個性的な外見をしているが、素顔は美人。普段は丁寧で物腰柔らかだが、テンションが上がると非常にグイグイくる。日本文化を愛するあまり、「日本伝統文化保存同好会」を立ち上げた。
菅原 千恵（すがわら ちえ）
声 - 根本京里
誕生日 - 12月25日 / 出身地 - 群馬県 / セラフ - SweetWhisp / セラフィムコード - 「カワイイは最強ですわ」 / 月歌からの愛称 - 「菅やん」
ロリータ服を愛する少女。顔つきと口調がコロコロ変わる。穏やかなときは上品だが、キレると狂暴になる。「ロリータ鑑定士」を自称するほどロリータ服を愛し、日々仲間を増やそうとしている。同部隊の桐生とは、ひとつの文化を愛する同士として気が合うようで、一緒に行動することが多い。
小笠原 緋雨（おがさはら ひさめ）
声 - 嶺内ともみ（Ver.3.0まで）→櫻井海亜（Ver.3.1 - 3.8.1）→田中美海（Ver.3.9.0以降）
誕生日 - 3月21日 / 出身地 - 千葉県 / セラフ - Kazabana / セラフィムコード - 「寄らば斬る！」 / 月歌からの愛称 - 「緋雨っち」
剣術を極めた天才剣士。第30G部隊最年少で、自身が年下なのを気にしており、ことあるごとに先輩風を吹かしている。「3分以上戦えない」という設定を自身に課している。剣術以外のことで褒められ慣れていないので、すぐにテンパる。
蔵 里見（くら さとみ）
声 - 井澤美香子
誕生日 - 6月18日 / 出身地 - 秋田県 / セラフ - TwilightEmber / セラフィムコード - 「五穀豊穣、刈り入れ時だね！」 / 月歌からの愛称 - 「蔵っち」
米に情熱を注ぐ姉御肌。その尋常ならざる愛着と技術から、「トロピカル巻き」や「ノスタルジックにぎり」なるグルメを生み出した。戦闘では月城のサポート役を買って出ており、月城、蔵のコンビは、現役セラフ最強のコンビとして知られる。余裕たっぷりを装っているが、月歌に関わると翻弄されまくり、キャラすらもぶれる。

#### 第31D部隊
一癖も二癖もある才能を持った者が機能的にまとまった部隊。
二階堂 三郷（にかいどう みさと）
声 - 奈波果林
誕生日 - 6月6日 / 出身地 - 奈良県 / セラフ - SentinelOrbit / セラフィムコード - 「天元、取ったり」 / 月歌からの愛称 - 「みさりん」
第31D部隊部隊長。囲碁の天才棋士である祖父から手ほどきを受け、前代未聞の50連勝を成した最年少名人にして、未来の棋聖として期待されている。月歌に最初は、姿形から陰陽師に間違えられた。定石にとらわれない月歌に一度だけ負けたことがある。普段は凛とした佇まいで威厳のある言動を心がけているが、勝負に勝ったり好物であるパンケーキなどを目の前にしたりすると、途端に少女らしい言動を見せる。また、褒められ慣れていないのか、割と照れやすい。そんな彼女を31Dの隊員達は厚く信頼し慕っている。
石井 色葉（いしい いろは）
声 - 桑原由気
誕生日 - 5月26日 / 出身地 - 和歌山県 / セラフ - SuperRevolution / セラフィムコード - 「世界をあーし色に染め上げるッス」 / 月歌からの愛称 - 「いろっち」
独創的な作品を創るアーティスト。生まれつき色が常人とは違う知覚で見えているが、本人は色が分からないことをビハインドとはとらえていない。色彩に限らず、様々な面で独創的な価値観を持っている。他人の感情や体調まで色で分かるらしい。
命 吹雪（みこと ふぶき）
声 - 浅見春那
誕生日 - 3月4日 / 出身地 - 北海道 / セラフ - DeathValley / セラフィムコード - 「Make a Change… Kill Yourself」 / 月歌からの愛称 - 「ふぶきん」
聴いていると死にたくなってくる危険な音楽「デプレッシブブラックメタル」を愛する少女。常にガスマスクをつけている。月歌とは音楽を愛する同士ということもあってか波長が合う様子で、互いの音楽について熱く語り合うことがある。
室伏 理沙（むろふし りさ）
声 - 中村桜
誕生日 - 5月12日 / 出身地 - 山口県 / セラフ - HappyEngage / セラフィムコード - 「常に上を向いていきましょう」 / 月歌からの愛称 - 「りさママ」
全身から母性が溢れ出している女性。バレーボール部のエリートとしてスカウトされた。なんでも受け止める包容力を持ち、その包容力の前では普段からどれだけ気を張っている者であろうと甘えずにはいられず、彼女の前では、誰であろうと幼児返りを起こす。お母さん扱いされると窘めるが、どこまで本気で怒っているのかは分からない。
伊達 朱里（だて あかり）
声 - 大野柚布子（Ver.4.13.20まで）→陶山恵実里（Ver.5.0.0以降）
誕生日 - 10月21日 / 出身地 - 兵庫県 / セラフ - FailingExpecter / セラフィムコード - 「エースをねらわれるな」 / 月歌からの愛称 - 「あかりん」
自己評価が異様に低いネガティブ少女。テニス部のエリートとしてスカウトされた。側にいると彼女のネガティブ空間に引き込まれることもあるが、テニスに対する姿勢は真剣そのもので、練習ではしっかり動ける。だが、大会になると練習時の実力が発揮できないことから戦績は皆無である。
瑞原 あいな（みずはら あいな）
声 - 星谷美緒
誕生日 - 11月2日 / 出身地 - 静岡県 / セラフ - LaughingDiver / セラフィムコード - 「どこまでも潜るさー」 / 月歌からの愛称 - 「あいちん」
海洋生物学の博士号を持ち、第一線で活躍する研究者。外見相応にのほほんとした雰囲気を持っている。海洋生物の中でも深海魚に興味を持っており、外見、生態、味の全てに惚れ込んでいる。語尾に「さー」をつけている。31Aのタマとは、海に対する思いが相通ずるようで、仲が良い。

#### 第31E部隊
大島家の姉妹のみで構成されている部隊。姉妹仲は非常に良好で、トップクラスのチームワークを誇るほか、極貧生活を経験している過去から姉妹の多くが強い上昇志向を持っており、軍務へのモチベーションも高い。
大島 一千子（おおしま いちこ）
声 - 日向葵
誕生日 - 11月29日 / 出身地 - 福岡県 / セラフ - HeroicFulcrum / セラフィムコード - 「大島家長女ここにあり」 / 月歌からの愛称 - 「いっちー」
第31E部隊部隊長。長女。非常に勉強家で、「軍で成り上がって手塚司令のようになる」のが夢。娯楽のなかった妹たちのために、有名作品をオマージュかつリスペクトした漫画『週刊イチコ』を描いていた。長女であることに強い責任感を持っており、怒る時には怒るが、頑張りすぎると壊れた機械のような声を出す。良くも悪くも妹達への愛が重い。
大島 二以奈（おおしま にいな）
声 - 金子彩花
誕生日 - 11月29日 / 出身地 - 福岡県 / セラフ - IdolPlanet / セラフィムコード - 「うぬぼれ、大いに結構」 / 月歌からの愛称 - 「ニーナ」
次女。容姿に自信を持っており、自分磨きを欠かさないおしゃれ好き。読者モデルをしているが、普段の服装は実用性重視。モデルの収入は家に収めており、仕事先で譲ってもらった服を家族に配っている。
大島 三野里（おおしま みのり）
声 - 中島由貴
誕生日 - 11月29日 / 出身地 - 福岡県 / セラフ - LightBeat / セラフィムコード - 「はいよ、戦力お待たせ」 / 月歌からの愛称 - 「みのりん」
三女。かつては一家の生計を助けるために新聞配達やデリバリーサービスのバイトをしていた。セラフ本部でも、スケボーに乗って様々な荷物を配達している。姉妹の中で自身がボーイッシュなのを気にしている節がある一方で、「自分に可愛いものは似合わない」と葛藤することもある。
大島 四ツ葉（おおしま よつは）
声 - 内山茉莉
誕生日 - 11月29日 / 出身地 - 福岡県 / セラフ - LazyCritter / セラフィムコード - 「頑張らない！」 / 月歌からの愛称 - 「よっつん」
四女。ハングリー精神がなく、家に引きこもっているため寝ることが趣味となっている。セラフ部隊に入ってからはゲームにコーラと贅沢三昧をしている。黄緑色した猫のぬいぐるみを抱きしめている。
大島 五十鈴（おおしま いすず）
声 - 中野さいま
誕生日 - 11月29日 / 出身地 - 福岡県 / セラフ - GloomSeeker / セラフィムコード - 「オープン・ザ・ロック」 / 月歌からの愛称 - 「五十鈴っち」
五女。いたずら好きで、鍵開けが得意。本人曰く「女の子の扱いも得意」らしい。手先が器用ゆえにマッサージが凄く上手で、それを受けた相手は無意識の内にあらゆる質問に素直に答えてしまう。
大島 六宇亜（おおしま むうあ）
声 - 福嶋美里衣
誕生日 - 11月29日 / 出身地 - 福岡県 / セラフ - FlavorRain / セラフィムコード - 「あたしはこけたりしない」 / 月歌からの愛称 - 「ムーア」
六女。コミュ力が高く、誰とでも友達になれる。身体を動かすことが好きで、特に「走ることだけは誰にも負けたくない」と思っている。自分の身体を苛め抜くことを追求することに悦楽を感じることもある。

#### 第31F部隊
各分野で自主独立の才能に溢れた癖者揃いの部隊。
柳 美音（やなぎ みおん）
声 - 鳥越まあや
誕生日 - 4月13日 / 出身地 - 宮城県 / セラフ - LuxuryThorm / セラフィムコード - 「お嬢様の仰せのままに」 / 月歌からの愛称 - 「やなぎん」
第31F部隊部隊長で、同部隊の奏多に仕える執事でもある。執事としての能力は非常に高く、家事や雑務を完璧にこなすだけでなく、戦闘能力も高い。やんちゃな奏多のサポートで気苦労が絶えないが、真っ直ぐな心を持つ奏多を尊敬し、信頼している。奏多の危機には敏感だが、少し過保護気味である。奏多のためなら冷酷にもなる。事あるごとにひっそりと奏多の写真を撮影している。
丸山 奏多（まるやま かなた）
声 - 河野ひより
誕生日 - 10月1日 / 出身地 - 宮城県 / セラフ - CryFlower / セラフィムコード - 「センスの違いを見せてやる」 / 月歌からの愛称 - 「丸ちゃん」
少年らしい言動が目立つ、名家の一人娘。センスに強いこだわりを持っており、「様々な分野のセンスの塊」を自称している。がさつな言動を美音に窘められることもあるが、本人は気にも留めていない。美音に依存しているが、そのことを本人は認めようとしない。
華村 詩紀（はなむら しき）
声 - 時澤香保里
誕生日 - 3月25日 / 出身地 - 山梨県 / セラフ - FuryStinger / セラフィムコード - 「ここが私のステージだ」 / 月歌からの愛称 - 「シッキー」
クラシックを愛する指揮者。「良い音楽をつくるためには感情を知る必要があり、感情を知るためには色恋沙汰をたくさん経験してしかるべき」という信念を持っている。恋多き事を恥ずかしく思わない信条から、大勢の少女たちを自室に招いている。夢はセラフ部隊のみんなで、自分中心の楽団（ハレム）を作ること。月歌のことは音楽を嗜む同士として一定のリスペクトを表しており、隙あらば口説こうと画策している。
松岡 チロル（まつおか ちろる）
声 - 小島ゆい
誕生日 - 4月26日 / 出身地 - 高知県 / セラフ - PopnGore / セラフィムコード - 「どんな戦場でもおまかせあれ」 / 月歌からの愛称 - 「マツチロ」
様々なアクションをこなすスタントウーマン。生傷の絶えない体は、過酷なスタントを「無事に」こなしてきた証。裏方という役目に誇りを持っており、求められればどんなことにも気前よく協力する。軽い演技もこなすことができ、ノリも良い。
夏目 祈（なつめ いのり）
声 - 築山苑佳
誕生日 - 8月15日 / 出身地 - 東京都 / セラフ - Ren / セラフィムコード - 「相伝の一閃、いざ」 / 月歌からの愛称 - 「いのりん」
江戸時代から脈々と続く、罪人を処刑する剣技を受け継いだ少女。常に重々しい雰囲気を放っており、基本的に誰とも会話するどころか目すら合わせようとしないが、実はただ口下手なだけ。
黒沢 真希（くろさわ まき）
声 - 黒瀬ゆうこ
誕生日 - 11月25日 / 出身地 - 広島県 / セラフ - AmazingExecuter / セラフィムコード - 「うちの背中についてきんさい！」 / 月歌からの愛称 - 「まっきー」
わずか1年で全国制覇を成し遂げた暴走族の総長。常に広島弁で話す。道を共にする仲間を第一に考え、義理と人情に生きる。気合の入った人物を見つけると、自身のチームに勧誘しようとする。「広島焼き」を断じて認めない。

#### 第31X部隊
多国籍で構成されている部隊。各人の自己主張こそ激しいが、実戦を経験してきている者が多いため、高い作戦遂行能力から安定感のある戦いぶりを見せる。
キャロル・リーパー
声 - 八巻アンナ
誕生日 - 8月2日 / セラフ - IronMaiden / セラフィムコード - 「Ready, steady, die」 / 月歌からの愛称 - 「キャロル」
第31X部隊部隊長。アメリカ・ニューヨーク支部から派遣されたセラフ隊員。常に自前の衣装やマスクをつけ、ダークヒーロー系のキャラ付けで自分を印象付けようとしている。普段は自信満々で堂々としているが、マスクを取ると一転して弱気な恥ずかしがり屋になる。驚いたり怒ったりすると、咄嗟に汚いアメリカンスラングを発してしまう。
李 映夏（りー ゆんしあ）
声 - 東郷しえり（Ver.3.8.1まで）→小柳日菜（Ver.3.9.0以降）
誕生日 - 12月14日 / セラフ - TacticalWheel / セラフィムコード - 「我が覇道を見よ」 / 月歌からの愛称 - 「ユンユン」
中国・北京支部から派遣されたセラフ隊員。諸葛孔明の子孫で、自身も抜きんでた軍略を備えているが、三国志の故事に関わるとガードが緩くなるなど、どこか少々空回っているところがある。
アイリーン・レドメイン
声 - Marika
誕生日 - 10月7日 / セラフ - Citadel of Wisdom / セラフィムコード - 「真実は一つだけ」 / 月歌からの愛称 - 「アイリン」
イギリス・ロンドン支部から派遣されたセラフ隊員。名探偵は素性を明かさないとし、偽名を用いている。観察力や推理力が鋭く、推理が当たると得意げになる。また、自身の奇行についても「名探偵なので」と押し通している。
ヴリティカ・バラクリシュナン
声 - 小坂井祐莉絵
誕生日 - 1月26日 / セラフ - ∞ / セラフィムコード - 「数こそ万物の根源」 / 月歌からの愛称 - 「ヴリちゃん」
インド・ニューデリー支部から派遣されたセラフ隊員。史上最年少で数学オリンピックにて金メダルを獲得した。しっかり者で礼儀正しい性格だが、会話の最中に数字の世界に没頭し、何事もなかったかのように会話に戻ってくることが多い。幼少の頃はその能力を利用される形で大人たちとビジネスをしていたらしく、今も大人は信用できないでいる。31Eの四ツ葉とは、とある任務で一緒に行動していたのを機に仲良くなり、彼女から自身の知識と頭脳を刹那的かつ短絡的に求められることに心地よさを感じている。
マリア・デ・アンジェリス
声 - 亜月優音
誕生日 - 2月26日 / セラフ - BloodySage / セラフィムコード - 「さあ子羊ども懺悔の時間だ」 / 月歌からの愛称 - 「マリリン」
イタリア・ローマ支部から派遣されたセラフ隊員。修道女の服を身にまとい、斧を持ち歩いている。華奢な見た目とは裏腹に非常に怪力で、ガラが悪くすぐに暴言を吐くが、挨拶などの礼儀作法を大切にしている面もある。
シャルロッタ・スコポフスカヤ
声 - 会沢紗弥
誕生日 - 5月7日 / セラフ - InnocentStinger / セラフィムコード - 「シャロを愛して」 / 月歌からの愛称 - 「シャロ」
ロシア・モスクワ支部から派遣されたセラフ隊員。数々の恐ろしい戦場をいつも独りで生き残ってきたが、目立った功績は挙げられていない。その経歴から死神と思われるようになり、自身もまた他人を寄せ付けようとしなかったが、月歌との交流を通じて少しずつ心を開く。以降とことんなまで月歌に惚れ込んでおり、月歌の意見を全面的に肯定したりするほか、月歌が自分以外の誰かと親密な様子を知ると激しく嫉妬したりする。マヌルネコのぬいぐるみを抱えている。

#### 司令部
手塚 咲（てづか さき）
声 - 瀬戸麻沙美
セラフィムコード - 「夏草や、兵どもが夢の跡」 / 月歌からの愛称 - 「づかっちゃん」
基地司令官であり、セラフ部隊の総指揮者。第31A部隊の教官でもある。かつては強力なセラフ隊員として活躍したが、現在は一線を退いている。司令官としての役回りを第一とし、人類とその戦力の保護のために厳しい判断を下すこともあるが、セラフ部隊員のケアを大事にしている心優しい人物。そういう人柄もあり、隊員たちからは「あの人だけは絶対に怒らせてはならない」と恐れられている一方で、尊敬と親しみを持たれている。
七瀬 七海（ななせ ななみ）
声 - 内田秀
セラフィムコード - 不明 / 月歌からの愛称 - 「ななみん」
月歌たちの世話係となる士官の少女。手塚司令と同じタイミングで士官になった。淡々と業務をこなすのが得意。幼そうな外見だが、月歌たちよりずっと先輩で、作戦参謀として手塚の補佐を行う。表情に現れる感情が希薄だが、持ち前の分析力は手塚も一目置いており、彼女の発言は尊重されている。
なお、司令部側の人間としてストーリーにも頻繁に登場するほか、ログインボーナスの案内やアリーナの受付なども担当している。
浅見 真紀子（あさみ まきこ）
声 - 花井美春
セラフィムコード -「椹や花なき蝶の世捨酒」 / 月歌からの愛称 - 「あさみん」
月歌たちに座学を教える教官。元セラフ隊員であり、戦傷により教官になった。政経から物理に文学まで幅広く教えてくれるが、酒を飲むと羽目を外してしまうお茶目な面もある。噂ではジムでエクササイズダンスも教えているという。

### その他
一般隊員たち
セラフ部隊のバックアップをしてくれている様々な人々。

## 用語
キャンサー
謎に包まれた生命体。外宇宙から飛来し、地球上で繁殖を繰り返していると推定されており、「宇宙という体内に発生したがん細胞」と呼ばれる。「人間には感知できない高次元からエネルギーの供給を受けている」という説が有力視されているが、知能は地球上でいう下等生物並みで、本能に従って知的生命体を動物的に捕食するのみの行動を取る。水を苦手としているため、海を渡って他大陸から来ることはない。
セラフ
対キャンサー決戦兵器。セラフを操る者たちは「セラフ部隊」と呼ばれ、人類最後の希望としてキャンサーとの戦いを繰り広げている。セラフには剣、鎌、盾、銃、砲など、様々なタイプが存在する。
セラフィムコード
セラフを呼び出すために唱えるコード。個々の士気をもっとも昂揚させる文言になっている。
ナービィ
セラフ部隊の基地内で過ごす正体不明の生き物。黒くて丸い球体で、よく見ると微妙に手足が付いている。温厚で危険性はなく、基地内にあるナービィ広場でよく見かける。
She is Legend
月歌が在籍していた伝説的ロックバンド。洋楽直系のスクリーモと、叙情系ハードコアを独自の方法論で昇華させた音楽性で、一躍時のバンドに躍り出た。メジャーデビューアルバムは新人賞を総なめし、初めてのツアーも成功させたが、間もなくして「音楽活動に専念できなくなり、活動を続ける意義を見失った」という理由で解散。後に月歌が31Aの隊員らで「新生『She is Legend』」として活動を再開し、たびたび新曲を披露している。

## スタッフ
- 企画・制作 - Wright Flyer Studios × Key[2]
- 原案・メインシナリオ・音楽プロデュース - 麻枝准[2]
- キャラクターデザイン・メインビジュアル - ゆーげん[2]
- キャラクター原案 - Na-Ga、ふむゆん、まろやか、ゆーげん[2]
- 主題歌・劇中歌 - 麻枝准 × やなぎなぎ[2]

## 楽曲リスト
劇中を彩る楽曲は、麻枝准が全曲の作詞・作曲を手掛けている。2022年9月時点において、RPG作品としてはボーカル曲数が異例の多さとなっており、イベントシーンのみならず、戦闘シーンにおいてもボーカル曲が使用されているのが特徴である。

### やなぎなぎ
編曲はMANYOが担当。やなぎなぎ本人によると、ゲームリリース前の2018年にオファーを受けたという。
- Before I Rise
- White Spell
- Burn My Universe
- Everlasting Night
- Indigo in Blue
- きみの横顔
- Sad Creature
- 星の墓標
- Light Years
- Particle Effect
- 銀河旅団
- インドラ
- 夏気球
- 死にゆく季節のきみへ
- シヴァ
- 幻想都市
- Bougainvillea
- くそ暑い日の誓い
- ディベートソルジャー
- ワルキューレの叙事詩
- Welcome to the Front Line!
- Sailing Ship (Broken Ver.)
- 忘れられた線路
- Asian Soul
- さよならアーリーサマー
- Goodnight Seven Seas
- オールトの雲

編曲：麻枝 准・折戸伸治

#### リミックス Ver.
様々な編曲家によってリミックスされたバージョン。コンテンツ「制圧戦」などで使用されている。
- Everlasting Night (Echoing Remix)

リミキサー：sky_delta
- Indigo in Blue (Uniform Remix)

リミキサー：Feryquitous
- 星の墓標 (Atlas Remix)

リミキサー：HIROSHI WATANABE
- Particle Effect (Aspire Remix)

リミキサー：Ryo Arue
- 銀河旅団 (Trip To The Galaxy Remix)

リミキサー：Tatsunoshin
- 幻想都市 (Urban Mirage Remix)

リミキサー：Xacla
- きみの横顔 (Pathos Remix)

リミキサー：Ryo Nakamura
- インドラ (Superstorm Remix)

リミキサー：Sta
- シヴァ (Glacier Remix)

リミキサー：Hayato Asano
- Burn My Universe (Ablaze Remix)

リミキサー：WHITEFISTS
- Sad Creature (Luminous Remix)

リミキサー：Laur
- 死にゆく季節のきみへ (Mement Remix)

リミキサー：onoken
- Goodnight Seven Seas (Cliff Remix)

リミキサー：大橋柊平

### She is Legend
編曲は全て吉田穣が担当。
- Burn My Soul
- Dance! Dance! Dance!
- ありふれたBattle Song〜いつも戦闘は面倒だ〜
- Pain in Rain
- オーバーキル
- War Alive〜時にはやぶれかぶれに〜
- Goodbye Innocence
- 終末のヒーロー
- Before I Rise (Acoustic Ver.) 
- 贅沢な感情
- Judgement Day
- 過眠症
- Muramasa Blade!
- Arch of Light
- シガチョコ
- 放課後のメロディ
- 起死廻生
- Autumn Howl
- Heartbreak Syndrome
- 死にゆく季節でぼくは
- さよならの速度
- Popcorn N' Roses
- Thank you for playing～あなたに出会えてよかった～
- How's everything
- Long Long Spell
- World We Changed
- 春眠旅団
- 闇夜のKomachi Vampire
- ガラス越しのスペクタクル
- Dear R. Heinlein
- ヤになって閉ざしたハート
- 美しい花咲く丘で
- Come on baby!
- Moon Day Real Escape
- 白の呪文
- 本能寺、ドレスコードで。
- Melancholic Blue
- This Game Needs Guns

#### リミックス Ver.
- Goodbye Innocence (Requiem Remix)

リミキサー：大橋柊平

### XAI
- 贅沢な感情

編曲：MANYO
- 陽のさす向こうへ

編曲：MANYO

### 鈴木このみ
- Perfect Goodbye

編曲：MANYO

### rionos
- After You Sleep

編曲：MANYO
- 恋心-Rest in Peace-

編曲：MANYO

### 佐々木恵梨
- Seabird Song

編曲：MANYO

## 評価
2022年12月1日、「Google Play Best Of 2022」にて、「ベストゲーム 2022」、ユーザー投票部門ゲームカテゴリにて「大賞」、ストーリ部門にて「部門賞」を獲得し3冠を制す。
2023年1月27日、株式会社マレと電ファミニコゲーマーが実施した「神ゲー・オブ・ザ・イヤー 2022」にて、総合ポイント1位となり受賞を果たし、また、「神いいね賞」も獲得した。本アワードは2022年12月23日から2023年1月16日にかけて、ゲームファンによるTwitterのツイート数を集計したものであり、投票ツイート数、リツイート数、いいね数ともに全タイトルで1位を獲得し、ファンコミュニティの熱量が桁違いに高まったタイトルとされた。

## 関連番組

### ラジオ
文化放送とQloveR「超!A&G+チャンネル」にて、『芹澤優と古賀葵のヘブンバーンズレディオ』が放送されている。パーソナリティは、朝倉可憐役の芹澤優と國見タマ役の古賀葵。
2022年5月7日より6月25日までは「A&G TRIBAL RADIO エジソン」内のフロート番組として放送され、7月より独立番組へ移行して30分番組となり、超!A&G+では簡易映像付きで配信。文化放送は2022年7月4日より月曜0:00から放送、超!A&G+は2022年7月1日より金曜1:00から地上波より先行配信となる。2025年1月5日より日曜17:00にもリピート配信が行われた。
2025年3月末の超!A&G+配信サービス終了に伴い、当番組はQloveR「超!A&G+チャンネル」へ配信を移行、2025年4月3日より木曜22:30からの配信となり、文化放送地上波も2025年4月6日より日曜21:30からの放送になる。

### インターネット番組
YouTubeでは、定期的にゲームの最新情報を伝える「へブバン情報局」が行われている。メインMCはvol.7までは和泉ユキ役の前川涼子。それ以降は和泉ユキ役の前川涼子と東城つかさ役の天海由梨奈が行っている。また、解説として本作のプロデューサーである柿沼洋平が初回から参加している。9月29日に行われたvol.26以降は公開生放送として行われている。

## CM出演者
- 齋藤飛鳥（乃木坂46）[5]
- 野田クリスタル（マヂカルラブリー）[99]
- 村上（マヂカルラブリー）[100]
- 内田理央

## リアルイベント
| 年 | タイトル                                     | 日程                             | 公演数 | 出典    |
| --- | -------------------------------------------- | -------------------------------- | ------ | ------- |
| 2022年 | ヘブンバーンズレッド Half Anniversary Party! | 7月24日 大手町三井ホール         | 1      | [ 101 ] |
| 出演：前川涼子、芹澤優、古賀葵、田口尚平、柿沼洋平、やなぎなぎ、She is Legend（XAI、鈴木このみ）                       |                                              |                                  |        |         |
| 2023年 | ヘブンバーンズレッド 1st Anniversary Party!  | 2月5日 EBiS303                   | 1      | [ 102 ] |
| 出演：前川涼子、天海由梨奈、伊波杏樹、芹澤優、古賀葵、田口尚平、柿沼洋平、やなぎなぎ、She is Legend（XAI、鈴木このみ） |                                              |                                  |        |         |
| 2023年 | ヘブンバーンズレッド 1.5thフェス             | 8月5日 TFTホール                 | 1      | [ 103 ] |
| 出演：前川涼子、天海由梨奈、伊波杏樹、芹澤優、古賀葵、田口尚平、柿沼洋平、やなぎなぎ、She is Legend（XAI、鈴木このみ） |                                              |                                  |        |         |
| 2025年 | HEAVEN BURNS RED LIVE 2025                   | 2月12日 神奈川県民ホール大ホール | 1      | [ 104 ] |
| 出演：やなぎなぎ、She is Legend（XAI、鈴木このみ）                                                                     |                                              |                                  |        |         |

## コラボレーション

### イベント・タイアップ
ヘブンバーンズレッドカフェ
2022年5月19日から7月3日に東京のBOX cafe&space マツモトキヨシ 池袋Part2店と大阪のBOX cafe&space 梅田ロフト店にて行われた。店内ではグッズが販売されていた。また、店内BGMとしてゲーム内の楽曲が使用されていた。
ローソン
2022年8月2日～8月15日まで行われた。期間中は対象のお菓子を3個買うとARアートパネルを貰うことができ、スマートフォンのカメラをかざすことによってボイスを再生することができるほか、Google playのギフトカードを買うことによってポストカードを貰うことができた。また、店頭にてブロマイドやオリジナルグッズの販売が行われた。
2023年2月28日よりLawsonコラボ第2弾が3月31日まで開催。店内放送で30G部隊の白河ユイナのオリジナル店内放送が流れた。
アトレ秋葉原
2022年8月16日から8月31日に行われた。ゆーげんによる描き下ろしビジュアルが店舗に大きく掲出された。さらに、オリジナルグッズの販売や、このコラボだけの店内放送も行われた。また、2022年9月30日～10月11日の間に店内にて販売された商品がアニメイト通販にて予約販売された。
2023年8月16日から8月31日にはコラボ2回目が開催された。
オンキヨー
コラボレーションモデルの完全ワイヤレスイヤホン“CP-TWS01A”を発表。2022年10月14日（金）15時～12月16日（金）15時の期間、ECサイト“ONKYO DIRECT”と“ONKYO DIRECT ANIME STORE（音アニ）”の秋葉原店舗にて、本商品の予約受付が実施される。本コラボレーションモデルは、「第31A部隊」「第31B部隊」「第31C部隊」「第30G部隊」「第31D部隊」「第31E部隊」「第31F部隊」「第31X部隊」の8モデルをラインナップ。左右ハウジングには「各部隊ロゴ」「各部隊文字」を印刷、充電ケース天面は「各部隊ロゴ＆文字」及び、作品の世界観をイメージしたモチーフを印刷加工。なお、各部隊長の「セラフィムコード」を電源ONのボイスとして搭載。巾着ポーチを付属し、パッケージは各部隊オリジナルデザインとなっている。セラフィムコードにはそれぞれの部隊の部隊長のものが採用されている。
京王電鉄
2024年9月6日から9月29日の間において、井の頭線でコラボレーションした特別列車やスタンプラリー、主要駅での構内告知放送、記念乗車券の販売、POP-UP SHOPの開催などが行われた。

### 他作品とのコラボレーション
Angel Beats!
2010年に放送されていたテレビアニメ。Keyが制作に関わっている。2023年2月にコラボレーションイベント「コスモスが咲き続けた場所」が開催された。イベントに合わせた期間限定キャラクターとして仲村ゆり（声 - 櫻井浩美）、立華かなで（声 - 花澤香菜）が実装され、イベント配布キャラクターとして入江みゆき（声 - 阿澄佳奈）も登場した。
2024年1月にはコラボイベントが復刻開催。これに合わせて入江の新スタイルが追加された。また、同年2月からはコラボイベント第2弾「Beautiful the Blood」が開催。ゆりとかなでの新スタイルが実装されたほか、新たにイベント配布キャラクターとして渕田ひさ子（声 - 松浦チエ）が追加された。

## 公式関連商品

### 音楽
やなぎなぎ
- 『Love Song from the Water』2022年10月[109]

She is Legend
- 『Job for a rockstar』2022年12月[110]
- 『春眠旅団』2024年3月[111]

サウンドトラック
- 『HEAVEN BURNS RED Original Sound Track Vol.1』2022年11月
- 『HEAVEN BURNS RED Original Sound Track Vol.2』2024年11月

### 書籍
- 『ヘブンバーンズレッド 公式プレイガイド』KADOKAWA〈カドカワゲームムック〉、2022年11月29日発売[112]、ISBN 978-4-04-733626-1

アンソロジーコミック
- 『ヘブンバーンズレッド コミックアンソロジー』KADOKAWA〈電撃コミックスEX〉、2023年9月27日発売、ISBN 978-4-04-915242-5

画集
- 『ヘブンバーンズレッド公式アートワークス』KADOKAWA、全2巻
  1. 2024年3月22日発売、ISBN 978-4047336278
  2. 2024年10月11日発売、ISBN 978-4-04-733726-8

- 『ヘブンバーンズレッド 公式ファンアートブック』KADOKAWA、2024年10月11日発売、ISBN 978-4-04-733628-5

コミカライズ
- ライトフライヤースタジオ×Key（原作）・津留崎優（漫画）『ヘブンバーンズレッド公式4コマヘブバン劇場①』KADOKAWA、2024年4月26日発売、ISBN 978-4-04-915639-3

### その他
販売場所はWRIGHT FLYER STORE（ライト フレイヤー ストア）にて行われている。また全商品の販売元はWFS株式会社である。
キャラファインボード
- ヘブンバーンズレッド キャラファインボード（第四章前編ビジュアル）
- ヘブンバーンズレッド キャラファインボード（第三章ビジュアル）
- ヘブンバーンズレッド キャラファインボード（各部隊）

タペストリー
- ヘブンバーンズレッド B2タペストリー（第四章前編ビジュアル）
- ヘブンバーンズレッド B2タペストリー（第三章ビジュアル）
- 「ヘブンバーンズレッド」タペストリー
- 「ヘブンバーンズレッド」等身大タペストリー

ブランケット
- ヘブンバーンズレッド ブランケット（第四章前編ビジュアル）
- ヘブンバーンズレッド ブランケット（第三章ビジュアル）

タンブラー
- ヘブンバーンズレッド ステンレスサーモタンブラー（黒）
- ヘブンバーンズレッド ステンレスサーモタンブラー（白）
- ヘブンバーンズレッド ステンレスサーモタンブラー（ナービィ）

アクリルキーホルダー
- ヘブンバーンズレッド トレーディングミニアクリルキーホルダー（各部隊：6種づつ、計8商品）
- ヘブンバーンズレッド トレーディングミニアクリルキーホルダー（司令部、ナービィ：9種）
- ヘブンバーンズレッド トレーディングミニアクリルキーホルダー（茅森月歌＆和泉ユキ、8種、東城つかさ＆朝倉可憐：7種、逢川めぐみ＆國見タマ：6種、計3商品）

ポスター
- ヘブンバーンズレッド B2ポスター（リリース100日記念イラストver）

クリアファイル
- ヘブンバーンズレッド クリアファイル（リリース100日記念イラストver）

アクリルスタンド
- ヘブンバーンズレッド アクリルスタンド（リリース100日記念イラストver）

アクリルキーホルダー
- ヘブンバーンズレッド ランダム8mm アクリルキーホルダー26種（Type-A）
- ヘブンバーンズレッド ランダム8mm アクリルキーホルダー26種（Type-B）
- ヘブンバーンズレッド 8mm アクリルキーホルダーコンプリートセット（各部隊）
- ヘブンバーンズレッド 8mm アクリルキーホルダーコンプリートセット（司令部、ナービィ）

缶バッジ
- ヘブンバーンズレッド ランダム缶バッジ26種（Type-A）
- ヘブンバーンズレッド ランダム缶バッジ26種（Type-B）
- ヘブンバーンズレッド 缶バッジコンプリートセット（各部隊）
- ヘブンバーンズレッド 缶バッジコンプリートセット（司令部、ナービィ）

複製原画
- ヘブンバーンズレッド 複製原画【シリアルナンバー入り】（各部隊）
- ヘブンバーンズレッド 複製原画【シリアルナンバー入り】（第四章前編ビジュアル）
- ヘブンバーンズレッド 複製原画【シリアルナンバー入り】（第三章ビジュアル）

ブランケット
- 「ヘブンバーンズレッド」ブランケット
- 「ヘブンバーンズレッド」ビッグブランケット

ケース
- 「ヘブンバーンズレッド」キーケース（31A部隊・各キャラクター、全6種）
- 「ヘブンバーンズレッド」パスケース（31A部隊・各キャラクター、全6種）
- 「ヘブンバーンズレッド」手帳型モバイルフォンケース（フリーサイズ）（31A部隊・各キャラクター、全6種）

その他
- ヘブンバーンズレッド ペンライト
- ヘブンバーンズレッド オリジナルTシャツ
- ヘブンバーンズレッド マフラータオル
- ヘブンバーンズレッド マグカップ
- ヘブンバーンズレッド クリアボトル
- ヘブンバーンズレッド ランチトートバッグ
- 「ヘブンバーンズレッド」二つ折りミニ財布（31A部隊・各キャラクター、全6種）
- 「ヘブンバーンズレッド」ゲームマット（31A部隊・各キャラクター＆集合、全7種）
- 「ヘブンバーンズレッド」クッション（31A部隊・各キャラクター、全6種）
- 「ヘブンバーンズレッド」アクリルクロック
- 「ヘブンバーンズレッド」アクリルアートフレーム
- 「ヘブンバーンズレッド」パーカー（31A部隊・各キャラクター、全6種）

## 舞台
2025年10月31日から11月9日に、東京ドームシティ シアターGロッソで上演予定。主演は、結那。

### キャスト
- 茅森月歌 - 結那
- 和泉ユキ - 中野あいみ
- 逢川めぐみ - 込山榛香
- 東城つかさ - 星波
- 朝倉可憐 - 太田夢莉
- 國見タマ - 早川渚紗
- 水瀬いちご - 松田彩希
- 水瀬すもも - 久家心
- 樋口聖華 - 林鼓子
- 柊木梢 - 上原れもん
- 山脇・ボン・イヴァール - 斉藤瑞季
- 豊後弥生 - 小倉愛梨
- 手塚咲 - 飯窪春菜
- 七瀬七海 - 本西彩希帆
- 蒼井えりか - 河内美里

### スタッフ
- 原作 - 『ヘブンバーンズレッド』
- 脚本 - ほさかよう
- 演出 - 西田大輔